# Andrea Braidt
Andrea B. Braidt (* 13. Jänner 1971 in Ried im Innkreis) ist eine österreichische Film- und Medienwissenschafterin. Sie war von 2011 bis 2019 Vizerektorin an der Akademie der bildenden Künste Wien, von 2018 bis 2022 Präsidentin der European League of the Institutes of the Arts (ELIA), wurde 2020 zur Kuratoriumsvorsitzenden der Wiener Albertina bestellt und 2023 zum Mitglied des Universitätsrats der Kunstuniversität Linz. Ihre Forschungsschwerpunkte sind feministische Filmtheorie, Genrefilm und Queer Theorie. Sie ist Trägerin des Großen Ehrenzeichens für Verdienste um die Republik Österreich.

## Werdegang
Nach dem Studium der Film- und Medienwissenschaft an der Universität Innsbruck und der University of Newcastle upon Tyne begann Braidt in den 1990er Jahren an zahlreichen österreichischen Universitäten zu lehren, u. a. an der Universität Graz, der Universität Innsbruck und der Universität Wien. Sie war Kulturforscherin an der Österreichischen Kulturdokumentation und im Internationalen Archiv für Kulturforschung in Wien (1999–2001), hatte Fellowships am Internationalen Forschungszentrum Kulturwissenschaften (IFK) in Wien sowie am Kölner Sonderforschungsbereich Medien und kulturelle Kommunikation inne (2001–2003) und absolvierte Forschungsaufenthalte in den USA und Kanada. Sie war Gastprofessorin für Gender Studies an der Central European University (CEU) in Budapest (2003–2004) und ist seit 2004 Senior Scientist am Institut für Theater-, Film- und Medienwissenschaft (TFM) der Universität Wien. Von 2011 bis 2019 war sie Vizerektorin für Kunst und Forschung an der Akademie der bildenden Künste Wien.
Braidt beschäftigt sich in ihrer wissenschaftlichen Arbeit mit der Konstruktion von Geschlecht in Film und Medien. Sie verfasste zahlreiche Überblicksartikel zu feministischer Film- und Medienwissenschaft.